# Aegialoalaimus tenuis
Aegialoalaimus tenuis är en rundmaskart som beskrevs av Kries 1928. Aegialoalaimus tenuis ingår i släktet Aegialoalaimus och familjen Aulolaimidae. Inga underarter finns listade i Catalogue of Life.